# Bohuslaw
Bohuslaw (ukrainisch Богуслав; russisch Богуслав Boguslaw) ist eine Stadt im Süden der Oblast Kiew in der Ukraine mit etwa 16.800 Einwohnern.
Die Stadt liegt am Ufer des Ros 120 km südlich von Kiew und war bis Juli 2020 das administrative Zentrum des gleichnamigen Rajons Bohuslaw.

## Geschichte
Die Ortschaft wurde im Jahr 1032 von Jaroslaw dem Weisen gegründet. 1240 wurde Bohuslaw von mongolisch-tatarischen Horden zerstört.
Seit 1362 gehörte Bohuslaw zum Großfürstentum Litauen, und nach der Union von Lublin im Jahre 1569 zu Polen-Litauen. 1620 erhielt Bohuslaw das Magdeburger Stadtrecht.
Während des Chmelnyzkyj-Aufstandes und dem Russisch-Polnischen Krieg geriet die Stadt unter verschiedene Herrschaftsbereiche, bis sie im Jahr 1667 durch den Vertrag von Andrussowo erneut an Polen ging.
1793 wurde die Stadt, zusammen mit der gesamten Rechtsufrigen Ukraine, Teil des Russischen Kaiserreichs. 1919 fiel die Stadt an die Sowjetunion. 1923 wurde Bohuslaw Verwaltungszentrum des neu gegründeten Rajon und 1938 wurde der Stadtstatus für Bohuslav erneuert.
Von 1941 bis 1943 war die durch Truppen der Wehrmacht besetzte Stadt Teil des Reichskommissariats Ukraine. Nach der Befreiung durch die Rote Armee fiel Bohuslaw wieder an die UdSSR und wurde 1991 schließlich Bestandteil der nun unabhängigen Ukraine.

## Verwaltungsgliederung
Am 12. Juni 2020 wurde die Stadt zum Zentrum der neugegründeten Stadtgemeinde Bohuslaw (Богуславська міська громада/Bohuslawska miska hromada). Zu dieser zählen die 25 in der untenstehenden Tabelle aufgelisteten Dörfer, bis dahin bildete sie die gleichnamige Stadtratsgemeinde Bohuslaw (Богуславська міська рада/Bohuslawska miska rada) im Zentrum des Rajons Bohuslaw.
Am 17. Juli 2020 kam es im Zuge einer großen Rajonsreform zum Anschluss des Rajonsgebietes an den Rajon Obuchiw.
Folgende Orte sind neben dem Hauptort Bohuslaw Teil der Gemeinde:
| Name                          | Name       | Name                     |
| ukrainisch transkribiert      | ukrainisch | russisch                 |
| ----------------------------- | ---------- | ------------------------ |
| Bijiwzi                       | Біївці     | Биевцы (Bijewzy)         |
| Borodani                      | Бородані   | Бородани                 |
| Chochitwa                     | Хохітва    | Хохитва                  |
| Deschky                       | Дешки      | Дешки (Deschki)          |
| Dybynzi                       | Дибинці    | Дыбинцы (Dybinzy)        |
| Issajky                       | Ісайки     | Исайки (Issaiki)         |
| Iwky                          | Івки       | Ивки (Iwki)              |
| Jazjuky                       | Яцюки      | Яцюки (Jazjuki)          |
| Kalyniwka (Obuchiw, Bohuslaw) | Калинівка  | Калиновка (Kalinowka)    |
| Karandynzi                    | Карандинці | Карандинцы (Karandinzy)  |
| Kydaniwka                     | Киданівка  | Кидановка (Kidanowka)    |
| Ljutari                       | Лютарі     | Лютари                   |
| Moskalenky                    | Москаленки | Москаленки (Moskalenki)  |
| Myssajliwka                   | Мисайлівка | Мисайловка (Missailowka) |
| Polowezke                     | Половецьке | Половецкое (Polowezkoje) |
| Potaschnja                    | Поташня    | Поташня                  |
| Roskopanzi                    | Розкопанці | Раскопанцы (Raskopanzy)  |
| Sawarka                       | Саварка    | Саварка                  |
| Schupyky                      | Шупики     | Шупики (Schupiki)        |
| Semyhory                      | Семигори   | Семигоры (Semigory)      |
| Synyzja                       | Синиця     | Синица (Siniza)          |
| Teptijiwka                    | Тептіївка  | Тептиевка (Teptijewka)   |
| Tschajky                      | Чайки      | Чайки (Tschaiki)         |
| Tunyky                        | Туники     | Туники (Tuniki)          |
| Wilchowez                     | Вільховець | Ольховец (Olchowez)      |

## Bevölkerung
| 1885  | 1897   | 1923   | 1926   | 1959  | 1970   | 1979   | 1989   | 2001   | 2014   |
| ----- | ------ | ------ | ------ | ----- | ------ | ------ | ------ | ------ | ------ |
| 8.451 | 11.372 | 12.149 | 12.137 | 9.455 | 12.264 | 16.885 | 19.107 | 17.135 | 16.698 |

Quelle:

## Persönlichkeiten
- Iwan Soschenko (1807–1876), Kunstmaler und -lehrer
- Hélène Sparrow (1891–1970), polnisch-französische Bakteriologin und Mikrobiologin
- Oleksandra Tymoschenko (* 1972), Sportlerin
- Olga Bezsmertna (* 1983), Opernsängerin